# Rì cháng duì huà

Rì cháng duì huà (en Mandarin : 日常對話) est un documentaire taïwanais de 2016 réalisé par Huang Hui-chen. Il s'agit d'une longue enquête sur l'histoire familiale de la réalisatrice et sur sa mère lesbienne.

## Synopsis
Anu, la mère de la réalisatrice est lesbienne. Elle se marie très jeune. Elle a deux filles. Elle quitte son mari violent et élève seule  ses filles. Depuis lors, ses seules relations sont avec des femmes qui, comme elle, gagnent leur vie en tant que pleureuses professionnelles lors de funérailles.
L'une de ses filles, Hui-chen Huang interroge sa mère avec un caméscope, pendant 20 ans. Elle va en faire le portait intime de sa mère et interroger les relations entre mère et fille.

## Description
À l'âge de 20 ans, en 1998, Hui-Chen Huang commence à filmer sa mère avec un caméscope. Elle est issue d'un milieu défavorisé. Sa mère est lesbienne. En 2012, Hui-Chen Huang donne naissance à sa fille. Cela lui a permis de se questionner son propre rôle de mère et d'engager par brides des conversations avec sa mère qui n'avait jamais racontée sa propre histoire. Sa mère a été victime de violences sexuelles et le discrédit jeté sur elle l'a empêcher de guérir et l'a maintenue dans un « placard ».
Hui-Chen Huang produit le film sur ses propres fonds. Elle pensait projeter et présenter le film dans les écoles, notamment pour débattre de l'homosexualité. Hui-Chen Huang est invitée à la Berlinale, pour présenter son film. Le film est ovationné, lui ouvrant une diffusion internationale.
Le film sort l'année où la Cour suprême de Taïwan annonce que l'interdiction du mariage homosexuel par le Code civil est inconstitutionnelle, ce qui ouvre la voie au mariage homosexuel à Taïwan.

## Fiche technique
- Titre original : Rì cháng duì huà, 日常對話 (litt. « Conversation quotidienne »)

## Prix
- Teddy Award du meilleur film documentaire, Festival de Berlin, Le 17 février 2017[5]

- prix du meilleur documentaire aux 19e Taipei Film Awards, juillet 2017[6]
- meilleur film, Chinese Film Media, 2017
- meilleur documentaire, Kaleidoscope LGBT Festival, 2017
- Outstanding Filmmaking, Nashville Film Festival, 2017
- meilleur documentaire, Queer Lisboa - Festival Internacional de Cinema Queer, 2017
- meilleur documentaire, Taipei Film Festival, 2017
- grand prix, Taiwan International Documentary Film Festival, 2018
- meilleur documentaire, Tempo Documentary Festival, 2018
- meilleur documentaire, The Tel Aviv International LGBT Film Festival, 2017